# Radstock
Radstock är en ort och civil parish i Storbritannien.   Den ligger i kommunen Bath and North East Somerset och riksdelen England, i den södra delen av landet, 160 km väster om huvudstaden London. Radstock ligger 110 meter över havet och antalet invånare är 5 275.
Terrängen runt Radstock är platt.Runt Radstock är det ganska tätbefolkat, med 144 invånare per kvadratkilometer. Trakten runt Radstock består i huvudsak av gräsmarker.